# حارة العسكر (أحور)

تعديل مصدري - تعديل

العسكر هي إحدى حارات حي مايو بمدينة أحور التابعة لمحافظة أبين، بلغ تعداد سكانها 171 نسمة حسب تعداد اليمن لعام 2004.